# Verin Sasunik
Verin Sasunik (en arménien Վերին Սասունիկ) est une communauté rurale du marz d'Aragatsotn, en Arménie. Elle compte 156 habitants en 2009.